# Atletska Federacija na Makedonija
La Atletska Federacija na Makedonija (AFM) è una federazione sportiva che ha il compito di promuovere la pratica dell'atletica leggera e coordinarne le attività dilettantistiche ed agonistiche in Macedonia del Nord. 